# Мезреа
Мезреа – у Османській імперії - орні угіддя розташовані поблизу села і записані в дохід тімара чи зеамета.